# Acer oliverianum
Acer oliverianum är en kinesträdsväxtart. Acer oliverianum ingår i släktet lönnar, och familjen kinesträdsväxter.

## Underarter
Arten delas in i följande underarter:
- A. o. formosanum
- A. o. oliverianum